# 野田ひろみ
野田 ひろみ(ひろりん)（のだ ひろみ、1969年11月1日 - ）は、日本の美容師、ラジオパーソナリティー。愛称は「ひろりん」「のだネエ」。愛知県小牧市出身。B型。愛知県春日井市在住。中部地区を中心に美容師・パーソナリティとして活動。現在は地元愛知県でパーソナリティとして活躍中。パリコレクション、ミラノコレクション等にも度々参画する。

## 略歴
現役美容師としては愛知県の美容院WEPのオーナースタイリストである。
- 2006年国内最大規模の美容イベント「アジアビューティーエキスポ」(第５回)のヘアショーに愛知県勢として初の出場を勝ち取る。
- 2011年より名古屋でタレント活動を開始。
- 2011年9月よりFM愛知、ハルカミホの女子会パーソナリティ(2012年3月まで)
- 2013年4月よりFM愛知、wep change the weekパーソナリティ
- 2014年6月よりwalker47の地域編集長に任命され、ルポライターも行っている。
- 2015年3月より日本国内での外国人美容師雇用を積極的に推奨している [2]。 また、国内の外国人美容師雇用の規制緩和を訴えている [3]
- 2016年4月より渋谷のラジオにて、レギュラー番組バブリー・ラブリーパーソナリティ担当(2017年3月まで)
- 2017年１月、イタリア・フィレンツェにて行われたピッティ・イマジネ・ウオモ91にてヘアメイク参加[4]
- 2017年6月より愛知北エフエム放送にて、看板ガ～ル、タックンの２タク３タクパーソナリティ
- 2018年9月よりぎふチャンの「station!」にてヘアメイクコーナーを担当

## 人物
- 美容師を志したきっかけはデビッド=ボウイに会いたいというもので、美容師になれば仕事で会えると真剣に考えていた。
- sweetlilyのヘアメイクをプロデュースしていた。 [5]
- Dorothy Little Happyが番組にゲストに来た際、学生であるメンバーに対し「全員黒髪なんだね～」とコメントし、失笑を買った。[6]
- 番組で複数の女性アイドルの質問を同時に聞き分けて答えた事があるが、これは美容師として3名～7名までを同時に受け持つ技術を会得したからだという。
- 姿の見えないラジオで無理やり美容師目線の色・形と言ったビジュアルの話をする。そのため説明が異常に長くなるということがしばしば起こり、ディレクターを悩ませることもある。

## 出演

### テレビ
- NHK名古屋　「おはよう東海」
- ぎふチャン 「station!」
- テレビ愛知 「パブピペポ」
- KBSテレビ 「勇さんのびわ湖バイタル研究所」
- 中京テレビ　「PS純金」

### ラジオ
- 東海ラジオ 「情報満載スーパーサタデー」
- @FM 「何でもきかせてリターンズ大晦日スペシャル」
- @FM 「モーニングマックス内・レポートドライブ」[7]
- @FM 「マジカルフライデー」
- MID-FM 「もりもっちの笑顔でナイト」
- 渋谷のラジオ 「バブリー・ラブリー」
- 愛知北エフエム放送 「看板ガ～ル」「タックンの２タク３タク」